# Топорково (Лосино-Петровський міський округ)
Топорко́во (рос. Топорково) — присілок у складі Лосино-Петровського міського округу Московської області, Росія.

## Населення
Населення — 63 особи (2010; 107 у 2002).
Національний склад (станом на 2002 рік):
- росіяни — 91 %